# Erannis ectroma
Erannis ectroma là một loài bướm đêm trong họ Geometridae.